# Jozafat Hutorowicz
Jozafat Hutorowicz herbu Hutor (ur. 1657, zm. 1702), duchowny greckokatolicki, bazylianin.

## Życiorys
Studiował w Papieskim Alumnacie w Wilnie, uzyskując tytuły bakałarza filozofii (1680) i magistra filozofii (1682). Kontynuował studia w Kolegium Greckim w Rzymie (1685-1687), gdzie uzyskał tytuł doktora filozofii. Sekretarz zakonu bazyliańskiego (ok. 1690-1697). Od 1697 tytularny greckokatolicki arcybiskup smoleński.